# Asia Argento
Asia Aria Maria Vittoria Rossa Argento (Rome, 20 september 1975) is een Italiaans actrice. Ze is de dochter van filmregisseur Dario Argento en de actrice Daria Nicolodi.

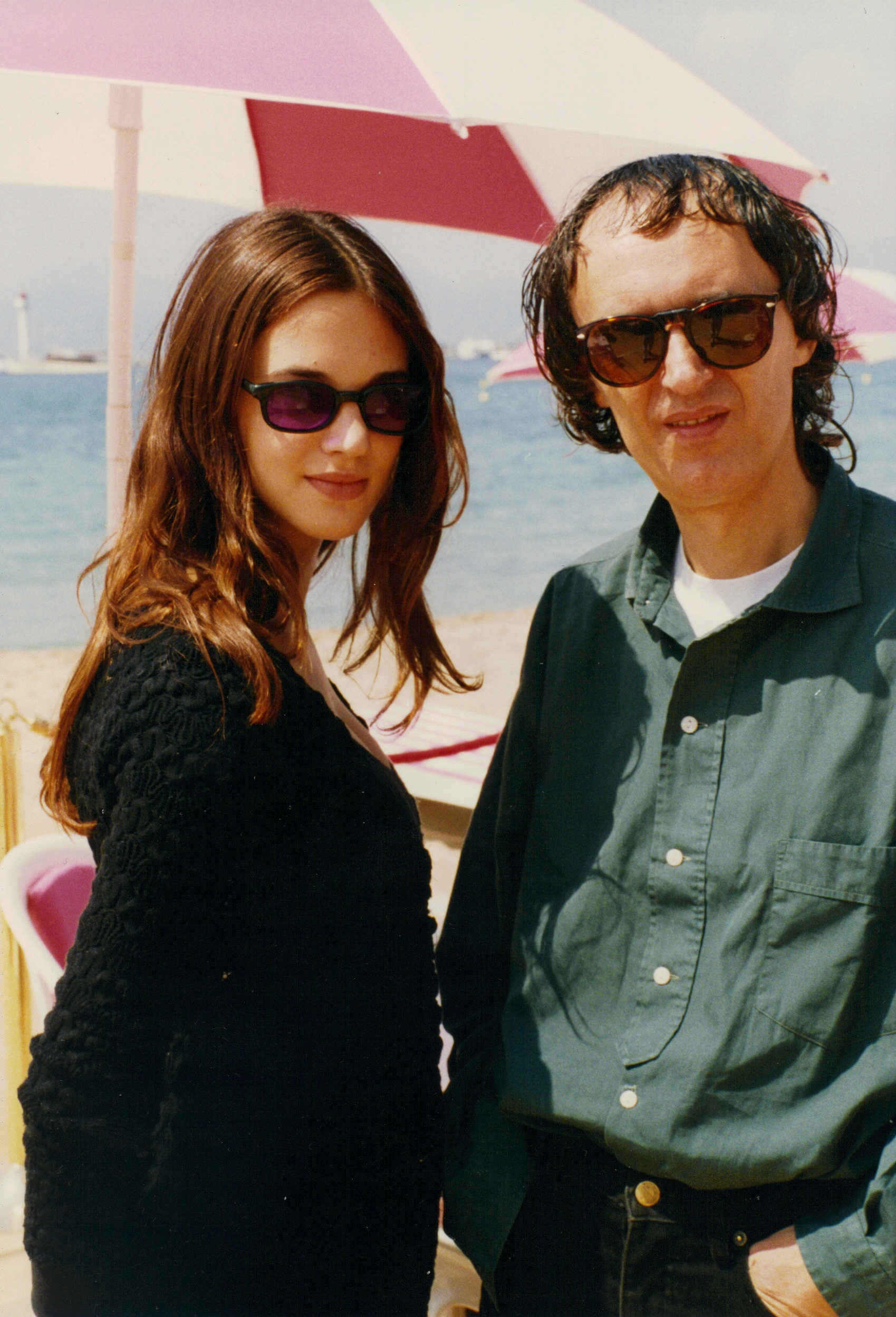
Asia met haar vader Dario Argento tijdens het Cannes Film Festival 1993

## Loopbaan
Argento verscheen in 1986 voor het eerst in een film in Lamberto Bava's horrorproductie Demoni 2, die haar vader meeschreef. Toen Argento zestien jaar was, speelde ze in Trauma (1993) voor het eerst in een door haar vader geregisseerde film. Die jaagde zijn dochter daarna steevast in zijn horrorproducties over het scherm, achtervolgd door het ene bloeddorstige monster na het andere. Voorbeelden hiervan zijn La Sindrome di Stendhal, The Phantom of the Opera en La terza madre.
Ze bleek behalve in acteren in films ook geïnteresseerd in het regisseren. Op dat vlak debuteerde ze in 1994 met de film DeGenerazione, haast onvermijdelijk een horrorfilm. Anders dan haar vader, die zich specialiseerde in het genre, richtte Asia zich ook op andere genres, zoals drama. In 2000 maakte ze zo Scarlet Diva, gevolgd door onder meer The Heart Is Deceitful Above All Things (2004). Sinds haar regiedebuut bleef ze niettemin ook acteren, zowel in haar eigen films als in die van andere regisseurs, zoals Gus van Sant en Sofia Coppola.
Ze kreeg een David di Donatello in 1994 voor Perdiamoci di vista! en in 1996 voor Compagna di viaggio. Vanaf 1999 verscheen ze ook in Engelstalige films zoals New Rose Hotel met in de hoofdrol Christopher Walken. Vervolgens speelde ze mee in de succesvolle films xXx (2002) en Marie Antoinette (2006).
Argento heeft een dochter en zoon. Naast Italiaans spreekt ze ook vloeiend Engels en Frans.
Ze had enige tijd een relatie met televisie kok Anthony Bourdain, die ze had leren kennen tijdens de Rome aflevering van Parts Unknown. 

### Me Too
In het najaar van 2017 was Argento een van de vrouwen die in het tijdschrift The New Yorker het seksuele wangedrag van Harvey Weinstein aan de kaak stelde. Ze vertelde door hem te zijn verkracht maar ook dat ze daarna herhaaldelijk, met wederzijdse instemming, seksueel verkeer met hem had gehad. Tevens heeft zij zich kritisch uitgesproken over het grensoverschrijdende gedrag van Silvio Berlusconi.
In 2018 werd Argento echter zelf beschuldigd vanwege seksueel misbruik door collega-acteur Jimmy Bennett. Dit misbruik zou in 2013 hebben plaatsgevonden toen hij 17 - dus minderjarig - en zij 37 was. The New York Times bracht het nieuws naar buiten en berichtte dat Bennett Argento zou hebben afgeperst. Hij zou 3,5 miljoen dollar van haar hebben geëist. In eerste instantie ontkende Argento alle aantijgingen van Bennett, maar in september 2018 gaf de actrice aan dat ze wel degelijk seks met hem had gehad.

## Filmografie
- Demoni 2 (1986) - Ingrid Haller
- Zoo (1988) - Martina
- La chiesa (1989) - Lotte
- Palombella rossa (1989) - Valentina
- Le amiche del cuore (1992) - Simona
- Trauma (1993) - Aura Petrescu
- Condannato a nozze (1993) - Olivia
- La reine Margot (1994) - Charlotte de Sauve
- Perdiamoci di vista (1994) - Arianna[3]
- DeGenerazione (1994) - Lorna (ook co-regie segment Prospettive)
- Il cielo è sempre più blu (1995) - Nicht
- La Sindrome di Stendhal (1996) - Rechercheur Anna Manni
- Compagna di viaggio (1996) - Cora[3]
- Viola bacia tutti (1998) - Viola
- New Rose Hotel (1998) - Sandii
- B. Monkey (1998) - Beatrice
- Il fantasma dell'opera (1998) - Christine Daaé
- La tua lingua sul mio cuore (1999) - ? (korte film, regie en scriptschrijver)
- Scarlet Diva (2000) - Anna Battista (ook script en regie)
- Loredasia (2000) (korte film, selectie van videoclips, ook regie)
- Les Morsures de l'Aube (2001) - Violaine Charlier
- L'assenzio (2001) (korte film, ook regie)
- Sleepless (2001) (schrijfster "The Animal Farm Rhyme")
- La Sirène Rouge (2002) - Rechercheur Anita Staro
- xXx (2002) - Yelena
- Ginostra (2002) - De non
- The Keeper (2004) - Gina
- The Heart Is Deceitful Above All Things (2004) - Sarah (ook regie en co-scriptschrijver)
- Last Days (2005) - Asia
- Cindy: The Doll Is Mine (2005) - Cindy Sherman / Het model (korte film)
- Land of the Dead (2005) - Slack
- Live Freaky! Die Freaky! (2006) - Habagail Folger (stemrol)
- Marie Antoinette (2006) - Madame du Barry
- Transylvania (2006) - Zingarina
- Boarding Gate (2007) - Sandra
- The Mother of Tears (2007) - Sarah Mandy
- Go Go Tales (2007) - Monroe
- The Last Mistress (2007) - Vellini
- De la Guerre (2008) - Uma
- Diamant 13 (2009) - Calhoune
- Cavalli (2011) - Moeder
- Isole (2011) - Martina
- Dracula 3D (2012) - Lucy Kisslinger
- Do Not Disturb (2012) - Monica
- Cadences Obstinées (2013) - Margo
- Shongram (2014) - Sarah
- Incompresa (2014) (regie)
- Alien Crystal Palace (2018) - Sybille Atlante
- Frida - Viva la Vida (2019) - Verteller (documentaire, stem)
- The Executrix (2020) - Isidora
- Sans soleil (2021) - Léa
- Roadrunner: A Film about Anthony Bourdain (2021) - Haarzelf (documentaire)
- Occhiali Neri (2022) - Rita
- Vera (2022) - ?
- Padre Pio (2022) - ?
- Schirkoa (2023) - Lies (stemrol)

## Televisie
- Les Misérables (2000) (miniserie)
- Dario Argento: An Eye for Horror (2000) - haarzelf (documentaire)
- Milady (2004) (tv-film)
- Anthony Bourdain: Parts Unknown ((2013) (documentaireserie)
- Mafiosa (2014) (6 afl.)
- Rodolfo Valentino - La leggenda (2014) (miniserie)

### Videoclips
- "Potere alla Parola" – Frankie Hi-Nrg MC (1994)
- "L'assenzio" – Bluvertigo (2001)
- "Feuer frei!" – Rammstein (archiefbeelden uit XXX) (2002)
- "(s)AINT" – Marilyn Manson (2003)
- "This Picture" – Placebo (2003)
- "Live Fast! Die Old!" – ft. Munk (2008)
- "Someone" – ft. Archigram en Antipop (2008)
- "Life Ain't Enough for You" – ft. The Legendary Tigerman (2009)
- "My Stomach Is the Most Violent of All of Italy" – ft. The Legendary Tigerman (2009)
- "Sexodrome" – ft. Morgan (2013)
- "Ours" – ft. Tim Burgess (2013)
- "Gloria" – ft. Indochine (2019)
- "I'm Broken" – ft. Dj Gruff (2021)
- "Venerdì" – ft. Luca D'Aversa (2021)

## Discografie
- Asia Argento (1 Disco Sux / 2 U Just Can't Stop the Rock / 3 Sad Core) (2008) (compilatie)
- Asia Argento Vs Antipop, Archigram & Friends (2008) (als Antipop vs Asia Argento) (EP)
- Total Entropy (2013) (compilatie)

## Prijzen en nominaties

### Prijzen

#### Golden Globevoor beste actrice
- 1989: Zoo
- 2012: Isole

#### Premi David di Donatellovoor beste actrice
- 1994: Perdiamoci di vista
- 1996: Compagna di viaggo

#### Golden Ciak Award
- 1996: The Stendhal Syndrome

#### Williamsburg Brooklyn Film Festivalvoor beste nieuwkomer regie
- 2001: Scarlet Diva (2000)

#### Melbourne Underground Film Festivalvoor beste actrice
- 2004: Scarlet Diva (2000)

#### Capri Arts Award
- 2009: Diamant 13

### Nominaties

#### Filmfestival van Cannes
- 2004: The Heart Is Deceitful above All Things (C.I.C.A.E. Award)
- 2014: Incompresa (Prix Un certain regard)

#### Scream Award
- 2006: Land of the Dead (2005) (Scream Queen)